# Palatul bântuit
„Palatul bântuit”, tradus uneori și „Palatul bântuit de strigoi”, (în engleză The Haunted Palace) este un poem al scriitorului american Edgar Allan Poe. Poezia de 48 de versuri a fost publicată pentru prima dată în numărul din aprilie 1839 al revistei The American Museum of Science, Literature and the Arts editate la Baltimore de Nathan C. Brooks. El a fost inclus mai târziu în povestirea „Prăbușirea Casei Usher” ca un poem scris de Roderick Usher.

## Analiză
Poemul servește ca o alegorie despre un rege din timpuri care „demult s-au dus”, căruia îi este frică de forțele răului care-l amenință pe el și pe palatul lui, prefigurând sfârșitul iminent al lumii. Referindu-se la includerea poemului în „Prăbușirea Casei Usher”, Poe a spus: „vreau să sugerez o minte bântuită de fantome - un creier dezordonat”, referindu-se la Roderick Usher.
Poemul are o schimbare semnificativă în ton de la a doua până la ultima strofă. După afirmarea spiritului și a înțelepciunii regelui, precum și a cântecului și frumuseții din regat:
Dar strigoi cerniți - prădalnic
Iureș dau puterii lui!
Casa și familia sunt distruse și, aparent, devin fantome.
Începutul poemului compară clădirea cu un cap de om. De exemplu, ferestrele sunt ochii, în timp ce ușa reprezintă o gură. Exteriorul reprezintă elementele fizice, în timp ce interiorul reprezintă mintea angajată în gândire imaginativă.

## Istoricul publicării
În 1845, Thomas Dunn English a susținut că Poe a încercat să vândă „Palatul bântuit” lui John L. O'Sullivan de la Democratic Review, dar poezia a fost respinsă pentru că editorul „a găsit-o imposibilă de înțeles”. Nu este sigur dacă acest lucru este adevărat. Poemul a fost publicat în numărul din aprilie 1839 al revistei The American Museum of Science, Literature and the Arts din Baltimore.
Prima traducere în limba română a fost realizată de Emil Gulian și publicată în 1938 în volumul Poemele lui Edgar Allan Poe, editat de Fundația pentru Literatură și Artă „Regele Carol al II-lea” din București.

## Răspuns critic
Rufus Wilmot Griswold, un cunoscut rival al lui Poe, a susținut că Poe a plagiat poezia „Beleaguered City” a lui Henry Wadsworth Longfellow. Poe a negat această acuzație și a sugerat că Longfellow a fost cel care i-a plagiat, în realitate, poezia. Cu toate acestea, „Palatul bântuit” a fost unul dintre poemele evidențiate în The Poets and Poetry of America a lui Griswold, una dintre primele antologii de poezie americană, publicată în 1842. Atunci când poezia a fost republicată de New World în 1845, Charles Eames a descris-o ca fiind rafinată. „Putem căuta cu dificultate în întregul cuprins al Poeziei americane o imagine de o spiritualitate mai intensă și mai strălucitoare”.

## Adaptări
Compozitorul francez Florent Schmitt a scris în 1904 un studiu, Le Palais hante, derivat din „Palatul bântuit”.
Poemul a dat titlul unui film omonim din 1963 regizat de Roger Corman. Subiectul efectiv al filmului lui Corman se inspiră aproape în întregime din „The Case of Charles Dexter Ward”, o povestire a lui H. P. Lovecraft. Prin 1963, Corman a produs mai multe filme extrem de profitabile, bazate pe operele lui Poe, dar Lovecraft nu era la acea dată un autor cunoscut; în conformitate cu afirmațiile lui Corman de pe DVD-ul filmului, studioul l-a forțat să numească acest film după unul dintre poemele lui Poe (și a inclus un epigraf al lui Poe în scena de început), astfel încât publicul să creadă că este un alt film bazat pe scrierile lui Poe.
În 1987, trupa bulgărească de muzică rock Shturcite a lansat un cântec intitulat „Omagiosaniyat zamuk”. Versurile cântecului sunt o traducere în limba bulgară a poemului Palatul bântuit, dar, în 1990, când piesa a fost inclusă în compilația The Crickets, al cărei titlu a fost tradus apoi în engleză ca „The Haunted Castle”.
În 2009, compozitorul lituanian de muzică clasică contemporană Giedrius Alkauskas a scris o piesă muzicală pentru voce bas și pian, inspirat din traducerea în lituaniană a poemului „Palatul bântuit” realizată de Aleksys Churginas.

## Legături exterme
- Lucrări referitoare la The Haunted Palace aflate la Wikisursă